# Polka (gastronomie)
Pour les articles homonymes, voir Polka.
Le polka est un petit gâteau composé d'une couronne de pâte à choux posée sur un fond de pâte brisée et garni après cuisson de crème pâtissière. Celle-ci est ensuite saupoudrée de sucre et caramélisée au fer rouge, souvent avec un motif de croisillons.

## Histoire
Cette pâtisserie a été créée par le célèbre cuisinier Henri-Paul Pellaprat (1869-1952), cofondateur de l'École du Cordon Bleu.